# Platon
Platon (ООО «Платежи онлайн») — украинская процессинговая компания, осуществляющая процессинг платежей участников европейского и украинского рынка электронной коммерции. Основана в июле 2012 года.
Platon является дочерним предприятием холдинга  HowPeoplePay (Нидерланды).
Процессинговый центр компании Platon расположен в современных дата-центрах Германии и Голландии и сертифицированы в соответствии со стандартом PCI DSS Level 1 (наивысший уровень).
Партнерами Platon являются ведущие украинские банки-эквайеры, в их число входят: Райффайзен банк Аваль, Альфа-банк иПриватБанк.
Platon позволяют  принимать онлайн оплаты с помощью карт  Visa, MasterCard, Maestro.
Система электронных платежей Platon представляет предприятиям электронной коммерции возможность приёма платежей онлайн  без прямой интеграции с банком-эквайером. А также ряд технологических решений, таких как: автоматическое запоминание реквизитов плательщика, временная блокировка денег на карте, Счета к оплате на e-mail, возврат средств, мобильная версия платежной формы.
Для предприятий электронной коммерции, использующих услуги Platon, разработан «Личный кабинет», позволяющий в режиме реального времени управлять платежами и иметь оперативный доступ к отчётам и статистике по оплатам, совершенным на сайте .
Компания Platon предоставляет интернет-экваринг и технологию перевода средств между картами в интернете.

## Интернет-экваринг
- Optimal — платежное решение для предприятий, которые имеют небольшой и средний объёмы платежей в месяц, c  упрощенной процедурой подключения [6].
- Professional — платежное решение с расширенным функционалом для ведущих игроков  интернет бизнеса. Особенности: кастомизация интерфейсов [7], система предоставления отчётности, клиентской поддержки.
- Online-credit — продукт, разработанный специально для компаний-кредиторов [8]. Включает специфические для онлайн кредитирования  возможности: мобильность в зачислении кредита на карту заемщика, замкнутый цикл кредитирования, минимализация рисков невозвратов, лояльность аудитории [9].
- International –предоставление экваиринга  европейским участникам рынка электронной коммерции.
- Travel- разработан специально для сферы туризма и организации путешествий.
- CMS- ряд модулей для разных видов CMS, что дает возможность реализовать оплату картами на сайте без привлечения дорогостоящего труда разработчиков.

В компании успешно внедрена система  bin-менеджмента. При обработке платежей, система распределяет платежи на несколько банков, ориентируясь на банк-эмитент.

## Особенности
Система Platon предлагает другие инновационные возможности для клиентов украинского рынка электронной коммерции:
- up-sale — возможность предлагать сопутствующие товары/услуги прямо на странице введения реквизитов платежной карты;
- direct-mail – использование почтовых рассылок в качестве платежного инструмента.
- подключения функциональности повторных платежей (reccuring payments). У покупателя нет необходимости вводить реквизиты карты при повторных покупках. Достаточно приобрести товар или услугу единожды, — и дальнейшие покупки на сайте при повторных визитах клиент сможет оплатить в 1 клик.
- возможность пред- и пост-авторизации для туристического либо гостиничного бизнеса. Данный функционал заключается в блокировании на карте покупателя суммы, необходимой для расчета за товары или услуги, без фактического её списания. Завершается операция вручную, после того, как взаимные обязательства по сделке выполнены.

## Клиенты
Platon обслуживает все сегменты интернет бизнеса оплата банковскими картами на сайте в режиме онлайн. В частности:
- онлайн продажа билетов на концерты, в кинотеатры[12] и на мероприятия[13];
- онлайн продажа авиа, ЖД и автобусных билетов;
- онлайн продажа бытовой техники[14];
- онлайн продажа цветов;
- коммуникационный сегмент – интернет провайдеры, хостинги, интернет-телевидение.

Так же, Platon обслуживает финансовый сектор по выдаче и погашению кредитов онлайн.

## Сервис перевода с карты на карту
Услуга предоставляется для владельцев карт эмитированных на Украине. Перевод возможно осуществить в любой точке мира.
- Комиссия за перевод составляет 1 %+5 гривен.
- Максимальная сумма одного перевода — 14 999 гривен.
- Карты Отправителя и Получателя выпущенные любыми украинскими банками.

Для того что бы совершить перевод необходимо:
- знать номер карты отправителя, срок действия карты и секретный cvv-код с обратной стороны карты;
- знать номер карты получателя;
- иметь под рукой телефон для получения пароля безопасности в смс-сообщении.

Действует также партнерская программа по размещению сервиса Р2Р-переводы с карты на карту на сайте партнера. Для того что бы стать партнером достаточно подписать договор с компанией Platon и разместить форму для переводов с карты на карту на сайте.
Недавно было разработано приложение для мобильных устройств на платформе Android. Приложение для перевода денег с карты на карту дает полную мобильность и возможность совершать переводы денег в любой точке мира при наличии интернет подключения.

## Мониторинг
Компания  предлагает использовать услугу мониторинга платежей, основная задача которого –возврат неуспешных операций.
Отдел мониторинга отслеживает все транзакции в реальном времени.     уведомляет партнеров о неуспешных платежах, причину которых можно устранить,   связавшись с плательщиком, обрабатывает операции, которые являются потенциально мошенническими.
Также, ведётся мониторинг по переводам с карты на карту. Отдел мониторинга оперативно уведомляет об ошибках и методах устранения.

## Безопасность
Компания "Платежи онлайн" (Platon) сертифицирована по стандарту PCI DSS Level1.
Для обеспечения высокой степени безопасности электронных платежей процессинговый центр Platon поддерживает технологию Verified By Visa и MasterCard Secure Code.
На стороне Platon находится собственная система мониторинга мошеннических операций (фрода), состоящая из более чем 140 фильтров безопасности. Настройка системы фрод-мониторинга позволяет добиться высокой конверсии  успешных оплат.